# Юйцы
Юйцы́ (кит. упр. 榆次, пиньинь Yúcì) — район городского подчинения городского округа Цзиньчжун провинции Шаньси (КНР).

## История
Ещё в Эпоху Вёсен и Осеней в этих местах существовал уезд Юйшуй (涂水县). В Эпоху Воюющих Царств он был переименован в Юйцы (涂次县). Таким образом, история этих мест насчитывает более двух тысяч лет.
В 1949 году был образован Специальный район Юйцы (榆次专区), и уезд вошёл в его состав. В 1954 году Городской район уезда Юйцы был выделен в город Юйцы провинциального подчинения.
В 1958 году Специальный район Юйцы был переименован в Специальный район Цзиньчжун (晋中专区), а город Юйцы был понижен в статусе и перешёл под его юрисдикцию (при этом под юрисдикцию города Юйцы перешли земли бывшего уезда Юйцы). В 1963 году город Юйцы был преобразован в уезд.
В 1970 году Специальный район Цзиньчжун был переименован в Округ Цзиньчжун (晋中地区). В 1971 году был вновь образован город Юйцы, подчинённый округу Цзиньчжун.
В 1999 году постановлением Госсовета КНР был расформирован округ Цзиньчжун и город Юйцы, и образован городской округ Цзиньчжун; территория бывшего города Юйцы стала районом Юйцы городского округа Цзиньчжун.

## Административное деление
Район делится на 9 уличных комитетов, 6 посёлков и 4 волости.